# 糕渣
糕渣是臺灣宜蘭著名小吃，是油炸菜餚，曾經在中華民國總統府國宴招待外賓；外冷內熱燙汁，需小口品嚐。在宜蘭的夜市如羅東夜市就可以購買到，宜蘭的糕渣或許與香港的戈渣或炸鮮奶為相近似的食品。

## 古早味
- 在台灣食用歷史，糕渣可追溯至福州菜相同菜式。[來源請求]

## 製作方法
1. 熬煮雞湯汁。
2. 肉漿：豬里肌肉、蝦仁剁碎至漿狀，與玉米粉、太白粉、麵粉混合。
3. 將肉漿加入雞湯汁熬煮成濃湯，取出倒入模具，冷卻成肉凍。
4. 將冷卻的肉凍切塊裹太白粉為外皮後，油炸成金黃亮色，即可。[3]

## 軼事
- 傳說，在鴉片戰爭結束後，美國人要求簽署中美望廈條約，而林則徐因為氣惱，藉口在宴請美國領事時，端上糕渣讓美國代表燙嘴。当然，签订条约的中方代表是耆英，美方代表是顾盛。显然与林则徐无关，这又是一个民众附会的美食故事。